# 小行星1488
小行星1488（1488 Aura）是一颗绕太阳运转的小行星，为主小行星带小行星。该小行星于1938年12月15日发现。
該小行星以芬蘭的奧拉河命名。

## 轨道参数
小行星1488的轨道半长轴为3.0364216 UA，离心率为0.124。